# Joanna Kerns
Joanna Kerns (* 12. Februar 1953 in San Francisco, Kalifornien als Joanna Crussie DeVarona) ist eine US-amerikanische Film- und Fernsehschauspielerin sowie Regisseurin. Dem deutschen Publikum ist sie aus der Serie Unser lautes Heim bekannt.

## Leben
Joanna Kerns wurde als Joanne Crussie DaVarona als Tochter von Martha Louise Smith, der Leiterin eines Bekleidungsgeschäfts, und David Thomas DaVarona, einem Versicherungsvertreter, in San Francisco geboren. Sie ist mexikanischer und irisch-amerikanischer Abstammung. Joannas Schwester ist die frühere olympische Schwimmerin Donna de Varona. Diese gewann 1964 zwei Goldmedaillen in Tokio. Ihre Tante ist die bekannte Stummfilmschauspielerin Miriam Cooper. Sie hat darüber hinaus zwei Brüder namens David und Kurt.
Kerns ist seit 1994 in zweiter Ehe mit Marc Appleton verheiratet. Aus ihrer ersten Ehe mit Richard Kerns (verheiratet von 1976 bis 1984) ging die gemeinsame Tochter Ashley Cooper Kerns hervor.

## Karriere
Joanna Kerns spielte in ihrer Karriere in zahlreichen Film- und Fernsehproduktionen mit. Ihre bekannteste Rolle in Deutschland ist die der Maggie Malone Seaver in der Sitcom Unser lautes Heim, welche von 1985 bis 1992 auf dem Sender ABC in den USA lief und ab 1993 in Deutschland auf dem Sender ProSieben ausgestrahlt wurde. Kerns spielt die Rolle der Mutter an der Seite von Alan Thicke, welche fürsorglich für die Kinder Mike (Kirk Cameron), Carol (Tracey Gold) und Benjamin (Jeremy Miller) sorgt. Später tritt auch der junge Leonardo DiCaprio in seiner ersten Rolle der Familie bei. Zuletzt wurde die Serie im Jahr 2003 auf dem Pay-TV-Sender Premiere ausgestrahlt.
Darüber hinaus war sie in vielen Filmen, z. B. in Durchgeknallt und Beim ersten Mal, und als Gastdarsteller in etlichen Fernsehserien zu sehen, z. B. Quincy und Chicago Hope – Endstation Hoffnung.
Kerns arbeitet des Weiteren als Regisseurin einzelner Folgen in bekannten Serien mit. Scrubs – Die Anfänger, Grey’s Anatomy und Psych sind nur einige Beispiele.

## Filmografie (Auswahl)

### Als Schauspielerin
- 1976: A*P*E
- 1976: Das Millionen-Dollar-Ding (The Million Dollar Rip-Off, Fernsehfilm)
- 1976: Starsky & Hutch (Fernsehserie, 1 Folge)
- 1977: Rhoda (Fernsehserie, 1 Folge)
- 1977: Notruf California (Emergency!, Fernsehserie, 1 Folge)
- 1977: Drei Engel für Charlie (Charlie’s Angels, Fernsehserie, 1 Folge)
- 1977: Love Boat (The Love Boat, 1 Folge)
- 1977: Quincy (Quincy, M. E., Fernsehserie, 1 Folge)
- 1978: Coma
- 1978: Die Zwei mit dem Dreh (Switch, Fernsehserie, 1 Folge)
- 1980: Marriage Is Alive and Well (Fernsehfilm)
- 1980: I’m a Big Girl Now (Fernsehserie, 1 Folge)
- 1980, 1983: Herzbube mit zwei Damen (Three’s Company, Fernsehserie, 2 Folgen)
- 1981: CHiPs (Fernsehserie, 1 Folge)
- 1982: Die Waltons: Hochzeit mit Hindernissen (A Wedding on Walton’s Mountain, Fernsehfilm)
- 1982: Mother’s Day on Waltons Mountain (Fernsehfilm)
- 1982: Star of the Family (Fernsehserie, 1 Folge)
- 1982–1983: Magnum (Magnum, p.i., Fernsehserie, 2 Folgen)
- 1983: Laverne & Shirley (Fernsehserie, 1 Folge)
- 1983: V (Fernsehfilm)
- 1983: Das A-Team (The A-Team, Fernsehserie, 1 Folge)
- 1983: Computer Kids (Whiz Kids, Fernsehserie, 1 Folge)
- 1984: Polizeirevier Hill Street (Hill Street Blues, Fernsehserie, 1 Folge)
- 1984: Chefarzt Dr. Welby (The Return of Marcus Welby, M.D., Fernsehfilm)
- 1984: The Four Seasons (Fernsehserie, 13 Folgen)
- 1984: Hunter (Fernsehserie, Folge 1x01–1x02: Gnadenlose Jagd (Pilotfilm))
- 1985: Mein Leben als Bunny (A Bunny’s Tale, Fernsehfilm)
- 1985: Street Hawk (Fernsehserie, 1 Folge)
- 1985: Stormin’ Home (Fernsehfilm)
- 1985: Rape – Die Vergewaltigung des Richard Beck (The Rape of Richard Beck, Fernsehfilm)
- 1985–1992: Unser lautes Heim (Growing Pains, Fernsehserie, 166 Folgen)
- 1986: Love Struck (Kurzfilm)
- 1987: Street Justice
- 1987: Geliebte auf Abruf (Mistress, Fernsehfilm)
- 1987: Was nun? (Cross My Heart)
- 1988: Inspektor Hooperman (Hooperman, Fernsehserie, 1 Folge)
- 1989: Verlaß mich nicht, Daddy (Those She Left Behind, Fernsehfilm)
- 1989: Mord ohne Motiv (The Preppie Murder, Fernsehfilm)
- 1990: Mord nach Plan (Blind Faith, Fernsehzweiteiler)
- 1990: Das große Erdbeben von LA (The Big One: The Great Los Angeles Earthquake, Fernsehfilm)
- 1991: Tödliche Absichten (Deadly Intentions … Again?, Fernsehfilm)
- 1991: Im Banne des Entführers (Captive, Fernsehfilm)
- 1991: An American Summer
- 1992: Das Hotel am See (The Nightman, Fernsehfilm)
- 1992: Der Preis des Lebens (Desperate Choices: To Save My Child, Fernsehfilm)
- 1993: Mißbraucht (Not in My Family, Fernsehfilm)
- 1993: Blind Love (The Man with Three Wives, Fernsehfilm)
- 1993: Shameful Secrets (Fernsehfilm)
- 1994: No Dessert, Dad, Till You Mow the Lawn
- 1994: Die Ärztin und der Mörder (Mortal Fear, Fernsehfilm)
- 1995: Lauf, Jane lauf! (See Jane Run, Fernsehfilm)
- 1995: Die Super-Mamis (The Mommies, Fernsehserie, 1 Folge)
- 1995: Gib mir meine Kinder wieder (Whose Daughter Is She?, Fernsehfilm)
- 1996: Schutzlos ausgeliefert (No One Could Protect Her)
- 1996: Terror in der Familie – Eine Tochter läuft Amok (Terror in the Family, Fernsehfilm)
- 1997: Mordmotiv: Mutterliebe (Mother Knows Best, Fernsehfilm)
- 1997: Blutiges Vermächtnis (Sisters and Other Strangers, Fernsehfilm)
- 1998: The Closer (3 Folgen)
- 1998: Chicago Hope – Endstation Hoffnung (Chicago Hope, Fernsehserie, 2 Folgen)
- 1998: Emma’s Wish (Fernsehfilm)
- 1999: Beggars and Choosers (Fernsehserie, 1 Folge)
- 1999: At the Mercy of a Stranger (Fernsehfilm)
- 1999: Durchgeknallt (Girl, Interrupted)
- 2000: Unser lautes Heim – Der Film (The Growing Pains Movie, Fernsehfilm)
- 2001: All Over the Guy
- 2001: Someone to Love (Fernsehfilm)
- 2002: The Education of Max Bickford (Fernsehserie, 1 Folge)
- 2003–2004: Office Girl (Fernsehserie, 2 Folgen)
- 2004: Unser lautes Heim – Die Rückkehr der Seavers (Growing Pains: Return of the Seavers, Fernsehfilm)
- 2007: Beim ersten Mal (Knocked Up)
- 2007: MaNiC (Kurzfilm)
- 2009: Eastwick (Fernsehserie, 1 Folge)
- 2010: Love & Other Unstable States of Matter (Kurzfilm)

### Als Regisseurin
- 1992: Unser lautes Heim (Growing Pains, eine Folge)
- 1995: Die Super-Mamis (The Mommies, 2 Folgen)
- 1995: Silver Girls (Hope & Gloria, eine Folge)
- 1996: Remember WENN
- 1997–1999: Clueless – Die Chaos-Clique (Clueless, 3 Folgen)
- 1998: Susan (Suddenly Susan, eine Folge)
- 1998: Alabama Dreams (Any Day Now)
- 1998–1999: Love Boat: The Next Wave (2 Folgen)
- 1999–2001: Ally McBeal (2 Folgen)
- 2000: Beggars and Choosers (2 Folgen)
- 2000: Titans – Dynastie der Intrigen (Titans, eine Folge)
- 2001: Boston Public (eine Folge)
- 2001: That’s Life (eine Folge)
- 2001: Für alle Fälle Amy (Judging Amy, eine Folge)
- 2001–2002: Felicity (2 Folgen)
- 2002: Leap of Faith
- 2002: For the People (eine Folge)
- 2002: Dawson’s Creek (eine Folge)
- 2002–2003: Strong Medicine: Zwei Ärztinnen wie Feuer und Eis (Strong Medicine, 3 Folgen)
- 2003: The O’Keefes
- 2003: Defending Our Kids: The Julie Posey Story (Fernsehfilm)
- 2004: Lady Cops – Knallhart weiblich (eine Folge)
- 2004: Clubhouse (eine Folge)
- 2004: One Tree Hill (Folge 2x04)
- 2004: Unser lautes Heim – Die Rückkehr der Seavers (Growing Pains: Return of the Seavers, Fernsehfilm)
- 2004, 2006: Scrubs – Die Anfänger (Scrubs, 2 Folgen)
- 2005: Dr. Vegas (eine Folge)
- 2005: Die himmlische Joan (Joan of Arcadia, eine Folge)
- 2005: Related (2 Folgen)
- 2005: Ghost Whisperer – Stimmen aus dem Jenseits (Ghost Whisperer, 2 Folgen)
- 2006: Emergency Room – Die Notaufnahme (ER, 2 Folgen)
- 2006–2008: Men in Trees (4 Folgen)
- 2007: Medium – Nichts bleibt verborgen (Medium, eine Folge)
- 2007–2008: Psych (2 Folgen)
- 2007–2012: Army Wives (8 Folgen)
- 2008: Ganz schön schwanger (Notes from the Underbelly, eine Folge)
- 2008: The Gold Lunch (Kurzfilm)
- 2008: Privileged (eine Folge)
- 2008: Private Practice (eine Folge)
- 2008: Grey’s Anatomy (eine Folge)
- 2009: Samantha Who? (eine Folge)
- 2011: Friends with Benefits (eine Folge)
- 2012–2013: The Lying Game (2 Folgen)
- 2012–2014: Pretty Little Liars (3 Folgen)
- 2013–2014: The Fosters (2 Folgen)
- 2013–2014: Switched at Birth (3 Folgen)
- 2014: Chasing Life (eine Folge)
- 2018: This Is Us – Das ist Leben (This Is Us, Folge 2x16)